# Tlemcen
Tlemcen (arapski: تلمسان) je grad u sjevernozapadnom Alžiru. Glavni je grad istoimene regije šire poznate po bogatoj povijesti i po plantažama maslina i vinogradima. Uz Tlemcen, regija obuhvaća još 19 distrikta, odnosno 53 općine.
Utemeljili su ga Rimljani, a u prvim stoljećima po osnivanju bio je središte biskupije, odnosno važan centar Crkve u sjevernoj Africi.    
U blizini grada nalazi se glasoviti Tlemcen nacionalni park, koji taj status uživa od 1993. godine. 

## Gradovi prijatelji
- Bosna i Hercegovina - Sarajevo
- Francuska - Montpellier
- Francuska - Nanterre
- Maroko - Fes (od 11. siječnja 1989.)
- Španjolska - Granada
- Tunis - Kairouan

## Vanjske poveznice
- (engl.) Znamenitosti Tlemcena

Sestrinski projekti
|  | Zajednički poslužitelj ima još gradiva o temi Tlemcen |